# Герб комуни Седертельє
Герб комуни Седертельє (швед. Södertälje kommunvapen) — символ шведської адміністративно-територіальної одиниці місцевого самоврядування комуни Седертельє. 

## Історія
Герб міста Седертельє було прийнято 25 січня 1935 року. Після адміністративно-територіальної реформи, проведеної в Швеції на початку 1970-х років, муніципальні герби стали використовуватися лишень комунами. Тому з 1983 року цей герб представляє комуну Седертельє, а не місто.

## Опис (блазон)
У синьому полі Свята Рагнгільда у срібній одежі, у золотій короні та німбом навколо голови, тримає у правиці золотий жезл, на грудях — червоний хрест.

## Зміст
На давній печатці Тельє з 1386 року було зображення Святого Олафа, але пізніше замість нього з'являється фігура Святої Рагнгільди, на честь якої була посвячена місцева церква. На гербі міста Свята Рагнгільда зображалася у синьому полі. 

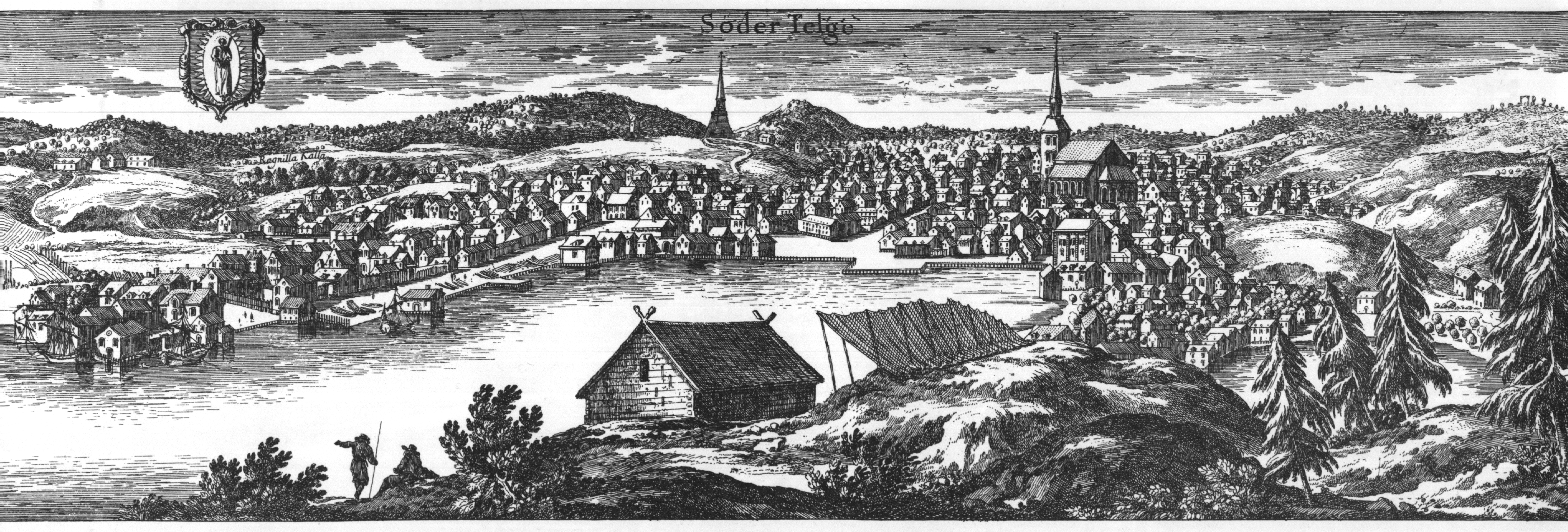
Герб на гравюрі з панорамою Седертельє (біля 1700 р.)